# Trent Reznor

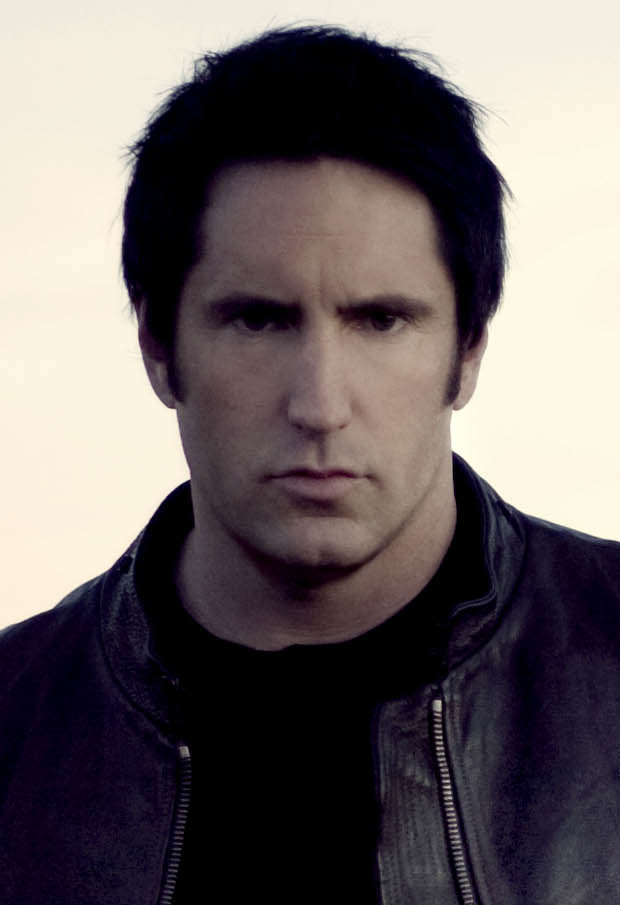
Trent Reznor (2008)

Michael Trent Reznor (* 17. Mai 1965 in Mercer, Pennsylvania) ist ein US-amerikanischer Musiker, Komponist, Songwriter, Sänger, Multiinstrumentalist und Musikproduzent. Bekannt wurde er insbesondere durch sein Projekt Nine Inch Nails, bei dem er für Aufnahmen und Liveauftritte von anderen Musikern unterstützt wird. Für den gemeinsam mit Atticus Ross komponierten Soundtrack zu David Finchers Filmdrama The Social Network wurde er 2011 unter anderem mit einem Oscar ausgezeichnet. Seinen zweiten Oscar erhielt er 2021 zusammen mit Ross und Jon Batiste für den Animationsfilm Soul.

## Leben und Werk
Reznors Eltern ließen sich kurz nach der Geburt seiner Schwester Tera (* 1971) scheiden. Er verbrachte einen Großteil seiner Jugend bei seinen Großeltern, und vor allem seine Großmutter schickte ihn bereits mit fünf Jahren zum Klavierunterricht. Bis zu seiner späten Jugend schien er eine Karriere als klassischer Konzertpianist anzustreben. In seiner Highschoolzeit lernte er Saxophon und Tuba, spielte in einer Jazz- und einer Marching Band und Theater in einigen Schulstücken.
Als er Rockmusik und vor allem die Glamrockmusik der 1970er Jahre für sich entdeckte, veränderte das seine Vorstellungen von Musik und er brach den Klavierunterricht ab.
1983 begann Reznor ein Studium am Allegheny College in Meadville mit dem Schwerpunkt Computer Engineering, das er später abbrach.
Es folgte eine Zeit in Cleveland mit Aushilfsjobs in Musikstudios und dem Mitwirken in einigen Bands (z. B. Option 30, Exotic Birds).
Als Gegenleistung für seine Arbeit konnte er einige Stunden im Aufnahmestudio verbringen, um an eigenem Material zu arbeiten. Er begann mit dem Schreiben von Songs und einer computergestützten Soundbearbeitung für sein erstes Demo. Ähnlich wie der Musiker Prince bei seinem Debütalbum For You spielte Trent Reznor alle Instrumente für die Demoaufnahmen selber ein. Diese Aufnahme wurde später als ein Bootleg von Nine Inch Nails mit dem Titel Purest Feeling (1994) herausgebracht. Viele dieser ersten Songs erschienen in abgewandelter Form auf dem Nine Inch Nails Debüt Pretty Hate Machine (1989).
Mit dem Plattenvertrag bei TVT Records begann Reznors Karriere als Berufsmusiker und der internationale Erfolg von Nine Inch Nails.
Mit seiner Band trat Reznor erstmals in Deutschland Anfang der 1990er Jahre als Support für Skid Row und Guns N’ Roses auf.
1992 gründete Reznor zusammen mit seinem vorherigen Musikmanager John Malm Jr. das Musiklabel Nothing Records. Ein Grund für diesen Schritt waren negative Erfahrungen mit seinen vorherigen Plattenfirmen. Marilyn Manson war der erste Künstler, der einen Plattenvertrag bei Nothing Records bekam. Weitere Bands wie Autechre, Pop Will Eat Itself, Squarepusher, Einstürzende Neubauten und The The folgten und veröffentlichten ihre Musik auf diesem Label. Im Herbst
2004 gab Trent Reznor das Ende von Nothing Records auf der offiziellen Webseite von Nine Inch Nails bekannt.
Während der fünf Jahre zwischen den Nine-Inch-Nails-Alben The Downward Spiral (1994) und The Fragile (1999) kämpfte Trent Reznor mit Depressionen, sozialen Ängsten und einer Schreibblockade. Zusätzlich litt er unter dem Tod seiner Großmutter.
In der Fragile-Ära in den Jahren von 1999 bis 2002 wurde Reznors Kokain- und Alkoholabhängigkeit bekannt, die er mit einer Entziehungskur bewältigte.
Reznors Song Hurt (1994) wurde 2002 von Johnny Cash für das Album American IV: The Man Comes Around gecovert. Die Coverversion erlangte große Popularität und der Song wurde seitdem häufiger neuinterpretiert.
Im Jahr 2006 spielte Reznor seine erste Soloshow mit gekürzten Versionen von Nine Inch Nails Songs bei dem von Neil Young jährlich veranstalteten Benefizkonzert Bridge School Benefit zugunsten von Kindern mit körperlichen Behinderungen.
Ebenfalls 2006 sprach er sich in einem Video für die Tierrechtsorganisation PETA gegen die Pelzindustrie aus, die für die Herstellung von Kleidungsstücken Katzen und Hunde tötet.
Trent Reznor produzierte das Ende 2007 erschienene Album The Inevitable Rise and Liberation of Niggy Tardust des amerikanischen Spoken-Word-Künstlers Saul Williams, das über das Internet gegen freiwillige Zahlung heruntergeladen werden konnte. Er äußerte sich enttäuscht, dass nur 18 Prozent aller Downloads bezahlt wurden.
Im Mai 2009 gab Trent Reznor die Verlobung mit seiner Freundin Mariqueen Maandig bekannt. Am 17. Oktober 2009 heiratete das Paar, Mitte Oktober 2010 kam ihr gemeinsamer Sohn zur Welt. 2010 gründen die beiden zusammen mit Atticus Ross, der schon bei Nine Inch Nails mit Reznor zusammengearbeitet hatte, die Band How to Destroy Angels. Im Mai 2010 wurde die erste Single A Drowning veröffentlicht.
Im Jahr 2010 komponierte Reznor gemeinsam mit Atticus Ross den Soundtrack zu dem Film The Social Network von David Fincher. Für den Score erhielten er und Ross unter anderem 2011 den Oscar, den Golden Globe Award und den Broadcast Film Critics Association Award. Reznor und Ross waren auch für den Soundtrack zu Finchers Verblendung verantwortlich, für den sie 2013 mit dem Grammy Award in der Kategorie Bester komponierter Soundtrack für visuelle Medien ausgezeichnet wurden. Reznor und Ross komponierten zudem die Musik für Finchers Filme Gone Girl (2014), Mank (2020) und Der Killer (2023).
2010 arbeitete er mit Daniel Knauf an einer Fernsehserien-Umsetzung des Nine-Inch-Nails-Albums Year Zero für HBO.
Am 9. November 2012 erschien bei Columbia Records die An Omen EP.
In Bezug auf die Verwendung von elektronischem Equipment zugunsten der persönlichen Kreativität und Inspiration erklärte Trent Reznor in dem 2013 erschienenen Dokumentarfilm Sound City von Schlagzeuger Dave Grohl: „Ich habe es nie als etwas gesehen, das man benutzt, um sich durchzumogeln. Ich habe nie einen Sampler benutzt, damit es wie ein echtes Instrument klingt. Man kann damit Ton aufnehmen, wie mit Band, aber man kann es endlos bearbeiten. Man hat einfach endlose Möglichkeiten.“
Zwischen 2012 und 2018 war Reznor Chief Creative Officer bei Apple Music. Gegenwärtig kritisiert Reznor die Geschäftsmodelle im Musikstreaming.
In der dritten Staffel von David Lynchs Fernsehserie Twin Peaks, die 2017 ausgestrahlt wurde, übernahm Reznor eine Rolle.
2021 wurden Reznor und Ross (gemeinsam mit Jon Batiste) für die Filmmusik zum Animationsfilm Soul erneut mit dem Oscar und dem Golden Globe Award sowie erstmals mit dem BAFTA Award ausgezeichnet.
Im Jahr 2025 folgte ein weiterer Golden Globe Award für die Filmmusik zu Luca Guadagninos Challengers – Rivalen.

## Instrumente
Trent Reznor spielt Tuba, Saxophon, Gitarre, Bass und Klavier.

## Werk

### Produzierte Alben
- 1994: Marilyn Manson: Portrait of an American Family
- 1996: Marilyn Manson: Antichrist Superstar
- 1998: Two: Voyeurs (von Rob Halford, Ex-Judas Priest)
- 2007: Saul Williams: The Inevitable Rise and Liberation of NiggyTardust!
- 2020: Halsey : If I Can’t Have Love, I Want Power (zusammen mit Atticus Ross)

### Produzierte Songs
- 1994: Past the Mission von Tori Amos
- 2004: Passive von A Perfect Circle auf dem Album eMOTIVe
- 2007: Era Vulgaris sowie Kalopsia von Queens of the Stone Age

### Soundtrack
Film
- jeweils zusammen mit Atticus Ross:
  - 2010: The Social Network
  - 2011: Verblendung (The Girl with the Dragon Tattoo)
  - 2014: Gone Girl – Das perfekte Opfer (Gone Girl)
  - 2016: Before the Flood (zusammen mit Ross, Mogwai und Gustavo Santaolalla)
  - 2016: Boston (Patriots Day)
  - 2017: Vietnam (The Vietnam War, Dokumentarreihe)
  - 2018: Bird Box – Schließe deine Augen (Bird Box)
  - 2018: Mid90s
  - 2019: Watchmen
  - 2019: Waves
  - 2020: Soul
  - 2020: Mank
  - 2022: Bones and All
  - 2022: Empire of Light
  - 2023: Der Killer (The Killer)
  - 2024: Challengers – Rivalen (Challengers)
  - 2024: Queer
  - 2025: The Gorge

Videospiele
- 1996: Quake
- 2012: Titelsong für Call of Duty: Black Ops II[18]

### Mitwirken am Soundtrack
- 1994: The Crow – Die Krähe
- 1994: Natural Born Killers
- 1996: The Fan
- 1997: Lost Highway
- 1999: Fight Club
- 2000: Final Destination
- 2001: Lara Croft: Tomb Raider
- 2002: Resident Evil
- 2004: Mann unter Feuer
- 2005: Doom – Der Film
- 2007: The Hitcher